# Többnyelvűség Európában konferencia
A Többnyelvűség Európában: távlatok és gyakorlatok Kelet-Közép-Európában egy nemzetközi konferencia, melyet a Magyar Tudományos Akadémia Nyelvtudományi Intézetének Többnyelvűségi Kutatóközpontja a Mercator-hálózattal és az Európai Bizottsággal együttműködve rendezett 2011. március 25–26-án, Budapesten.
A globalizáció, a transznacionalizmus, az új kommunikációs technológiák korában, melyet egyrészt a növekvő mobilitás, a gazdasági bizonytalanság, az állampolgárok képzettségének, szocioökonómiai státuszának átalakulása, másrészt a nemzetközi és nemzeti jogalkotás gyors változása, a civil társadalom szerepének növekedése jellemez, a kisebb és kevésbé használt nyelvek funkcionális hanyatlása gyorsabb, mint valaha, miközben a többnyelvűség és a nyelvi sokféleség új formái és értelmezései jelennek meg. Az Európai Unió, az Európai Bizottság és az Európai Parlament ajánlásai és törekvései ellenére az egyes országok nyelvpolitkája, a nyelvi kérdések jogi szabályozása és gyakorlati megvalósítása jelentős eltéréseket mutat. Bár a közép- és kelet-európai államok csatlakozásával új távlatok nyíltak, a kibővült unió új problémákkal szembesülhet a nyelvi sokszínűség és másság védelmét, a „kisebbségi”, „regionális”, „bevándorló”, „közösségi”, „más” és „további” jelzőkkel illetett kisebb vagy kevésbé használt nyelvek fenntartását és gazdagítását illetően. A kommunista rezsim bukását követően az új tagállamok kormányai alapvető változásokat vittek véghez a politikai, gazdasági és oktatási rendszerben, a nyelvpolitika olyan alapvető kérdései, mint a kisebbségi oktatás vagy az idegen nyelvek tanítása és tanulása ellentmondásosak, s továbbra is éles viták tárgyát képezik.

## Résztvevők
A szervezők célja az volt, hogy olyan fórumot teremtsenek a konferenciával, mely alkalmas arra, hogy valós diskurzus alakuljon ki a nyelvészek, az érintett többnyelvűek, és a döntéshozók között. Magyarországon a kisebbségi nyelvhasználat kérdésében 
minden releváns csoport képviseltette magát: "A mi rendezvényünkön ennek az eszmeiségnek a jegyében vettek részt nyelvészek, antropológusok, jogalkotók, politikai döntéshozók, pedagógusok és oktatáskutatók, civilszervezetek, valamint a jó gyakorlatok képviselői és természetesen az érdeklődő magánszemélyek"- mondta Bartha Csilla a konferencia főszervezője a Felnőttképzés című folyóiratnak.

## A konferencia céljai, témakörei
Elengedhetetlen a többnyelvűség fogalmának, elméleteinek és gyakorlatainak újragondolása, csakúgy, mint az európai nyelvi sokszínűség megközelítéseinek kritikai elemzése. A rendezvény egy új nemzetközi platform létrejöttét kívánja elősegíteni, ahol a kutatás, az oktatás, a politika képviselői az érintett társadalmi szereplőkkel közösen értékelhetik a kisebb vagy kevésbé használt beszélt nyelvek és a jelnyelvek védelmének folyamatát és jövőbeli szükségleteit, az anyanyelvek szerepét s az új többnyelvű kompetenciák helyi és regionális fejlődését. A magyar EU-elnökség égisze alatt megrendezendő konferencia fő témái szorosan kapcsolódnak a többnyelvűségi keretstratégia alapelveihez, valamint az EU 2020 célkitűzéseihez.
A vitaindító plenáris előadások, a panelszekciók, műhelyek és kerekasztal-beszélgetések témakörei a multidiszciplinaritás és összehasonlíthatóság jegyében lefedik a nyelvi sokszínűséghez és többnyelvűséghez kapcsolódó legfontosabb nyelvi, oktatási, jogi, gazdasági, ideológiai és politikai kérdéseket:
1. Többnyelvűség és nyelvi sokféleség: nyelvi ideológiák, diskurzusok és politikák Európában
2. A kisebbségi/regionális nyelvek jogi szabályozása: a Regionális vagy kisebbségi nyelvek európai chartája az elmélet és gyakorlat tükrében
3. Két-/többnyelvű oktatás és Európa kis és kevésbé használt nyelvei: a jó gyakorlat példái
4. Jelnyelvi tervezés és politikák: jelnyelvi közösségek, a nyelvi emberi jogok és az állampolgárság kérdése
5. Többnyelvű közösségek: a kutatás lehetőségei
6. Többnyelvű Európa: többnyelvűség a stabil és virágzó társadalmakért
7. Cigány közösségek és nyelveik Európában
8. Migráció és a többnyelvű gazdaság

## Értékelés
A kétnapos konferencia kiváló lehetőséget biztosított arra, hogy a kutatók, a polgárok, a civil szféra képviselői, valamint a politikusok nemzeti, regionális és uniós szinten is valódi párbeszédet folytassanak, hozzájárulva a régiós teljesítmények közös Európai Kutatási Térségbe történő integrálásához, valamint a jelenlegi európai, nemzeti és regionális szakpolitikák hatékony továbbgondolásához.

## A konferencia programja
- Tudományos programok
- Kulturális programok 
  - Ergo Sum Jelszínház: Szembenállók (dráma nyolc jelenetben)
  - Egy kép- egy arc. Válogatás az Igazgyöngy Alapítvány kiállításának képeiből
  - Zombori Zenekar